# Lipocosma fonsecai
Lipocosma fonsecai is een vlinder uit de familie van de grasmotten (Crambidae). De wetenschappelijke naam van de soort is voor het eerst geldig gepubliceerd in 1998 door Solis & Adamski.